# Gowalla
Gowalla était un site américain de réseautage social géolocalisé. 
En décembre 2009, le site annonce avoir levé 8,4 millions d'USD lors d'une session de capital risque auprès de Greylock Partners et d'investisseurs dont Chris Sacca, Kevin Rose et Jason Calacanis,.
Gowalla a été racheté par Facebook à la fin de 2011, avant d'être définitivement fermé en mars 2012.

## Service
Le site est principalement dédié aux appareils mobiles (smartphones) sous iPhone, Android, Blackberry. Le service fonctionne grâce à la fonction de géolocalisation sous la forme de récompenses décernées aux inscrits en fonction de leur environnement proche. Les récompenses peuvent être des timbres, des pin's numériques, des réductions, des annonces, etc.
Par exemple, le 18 novembre 2010, Disney s'est associé à Gowalla pour fournir du contenu dans ses parcs d'attractions américains sous la forme de pin's numériques, d'itinéraires ou de réductions.